# Mentőterápia
A kisegítőterápia, más néven mentőterápia (angol nyelven salvage therapy vagy rescue therapy) olyan terápia, amelyet akkor alkalmaznak, amikor egy betegség vagy betegségszerű állapot a normál terápiára nem reagált. A mentőterápiát igénylő legközismertebb kórállapot a HIV-fertőzöttség, illetve különféle rákos megbetegedések. A kifejezés definiálása nem egyértelmű: jelenthet egy újabb kezelési próbálkozást, de végső próbálkozást is. A mentőterápiaként alkalmazható készítményekre és gyógyszerkombinációkra általában súlyosabb mellékhatások jellemzőek, mint a normál terápia alkalmazására. Ez a legvégső eszköznek szánt gyógyszereknél (angol nyelven drug of last resort, DoLR) gyakran van így.

## Alkalmazása

### HIV-fertőzöttség
A HIV szaporodásának a lelassítására antiretrovirális gyógyszereket (ARV-ket) adnak, amelyek javítják az életminőséget és a túlélést. Ha a beteg vírusterhe (a HIV mennyisége a vérben) az ARV-k általi visszaszorítás után ismét felfokozódik, akkor vírus valószínűleg rezisztens lett az ARV-kre. Amint egyre több gyógyszerrezisztenciát okozó mutáció alakul ki a HIV genomjában, egyre nehezebb olyan ARV-t választani, amely képes lesz érdemben visszaszorítani a HIV replikációját és alacsonyan tartani a beteg vírusterhelését. A mentőterápia ebben a vonatkozásban a HIV replikálódását kísérli meg megfékezni, miután a szokványos kezelési próbálkozások nem jártak sikerrel. Ha egy betegnél már legalább egy proteázgátlós kezelés sikertelen volt, a HIV-fertőzés kezelésének újabb kísérleteit tekinthetjük mentőterápiának. 

### Rákos megbetegedések
Mentőterápiaként alkalmazott kemoterápiához rák kezelésében olyan esetekben szoktak folyamodni, amikor a betegség más kemoterápiás kezelésekre nem reagált.

## Fordítás
Ez a szócikk részben vagy egészben  a   Salvage therapy című angol Wikipédia-szócikk ezen változatának fordításán alapul.  Az eredeti cikk szerkesztőit annak laptörténete sorolja fel. Ez a jelzés csupán a megfogalmazás eredetét és a szerzői jogokat jelzi, nem szolgál a cikkben szereplő információk forrásmegjelöléseként.